# Isla Verde (Filipinas)
Isla Verde es una isla situada a lo largo del paso de Isla Verde entre las islas de Luzón y Mindoro, en Filipinas. Fue en 1988 cuando un pequeño pueblo se creó a través del esfuerzo de un proyecto europeo utilizando tecnologías como paneles solares para la auto-suficiencia de la isla. Desde entonces, ha sido declarada por la Autoridad de Turismo de Filipinas como una de las reservas marinas del país.

## Geografía
Isla Verde se asienta al sur de Brgy, ciudad de Batangas y está separada de Luzón por el pasaje del Norte. Se tarda 45 minutos en un bote o 25 minutos en un ferry desde el puerto de la ciudad de Batangas para llegar a la isla.
Uno de los destinos famosos dentro de la isla es Mahabang Buhangin, un tramo de varios kilómetros de longitud de playas de arena blanca. Otra es la Cueva Sitio, una cueva que lleva a otra cueva en la isla. 
Isla Verde ha sido un destino para turistas y buzos en Batangas desde 1999, después de se abrió un complejo turístico de 80 millones de Pesos en Brgy, San Antonio.